# What’s Goes?
What’s Goes? ist das vierte Studioalbum der Hip-Hop-Crew Die Orsons. Es erschien am 20. März 2015 beim Label Chimperator Productions im Rahmen einer Kooperation mit Universal Music. Die Musiker Maxim und Mine sind auf dem Album mit Gastbeiträgen vertreten.

## Hintergrund
Am 9. Februar 2015 wurde die Titelliste veröffentlicht. Es wurden die Singles What’s Goes?, Ventilator und Schwung in die Kiste vorab veröffentlicht. Letztere erreichte Platz 23 in den deutschen Single-Charts und hielt sich insgesamt 18. Wochen in den Charts.
An dem Album waren die Crewmitglieder Tua, Kaas, Maeckes und Bartek beteiligt.

## Titelliste
| #  | Titel                          | Länge |
| -- | ------------------------------ | ----- |
| 1  | What’s Goes?                   | 3:52  |
| 2  | Papa Willi und der Zeitgeist   | 3:54  |
| 3  | Lass uns chillen (feat. Maxim) | 3:39  |
| 4  | Ventilator                     | 3:29  |
| 5  | Sunrise 5:55am                 | 3:14  |
| 6  | Schwung in die Kiste           | 4:02  |
| 7  | Grün                           | 5:28  |
| 8  | Tornadowarnung                 | 4:38  |
| 9  | Feuerrot                       | 5:42  |
| 10 | Leicht                         | 3:16  |
| 11 | Seitdem                        | 4:04  |
| 12 | Das Klo                        | 3:41  |
| 13 | Wasserburgen (feat. Mine)      | 2:40  |
| 14 | Oben vom Heu                   | 4:03  |
| 15 | Abschiedsparty                 | 3:46  |
| 16 | SalamiFunghiZwiebelPartypizza  | 4:42  |
| 17 | Das Öl                         | 3:34  |

## Rezeption
| Professionelle Bewertungen | Professionelle Bewertungen |
| -------------------------- | -------------------------- |
| Kritiken                   |                            |
| Quelle                     | Bewertung                  |
| laut.de                    | [ 4 ]                      |
| rappers.in                 | [ 5 ]                      |

Das Album erhielt überwiegend positive Kritiken. So urteilt das Online-Magazin Laut.de:

„Das schier mannigfaltige Potenzial in den Köpfen der vier Schwaben schien sich erstmals zu entfesseln. […] Was die Orsons auf über einer Stunde Spielzeit veranstalten, mutet in seiner Gesamtheit zunächst zwar als heilloses Durcheinander an, unterstreicht in seiner Intensivität aber nur den ausgelassen Innovationsgeist von ‚What’s Goes?‘ respektive Tua. Allein was letzterer an Stilen, Einfalls- und Facettenreichtum vom Stapel lässt, bleibt so weit wie nur möglich von jedwedem Baukasten-Prinzip entfernt.“

Sascha Ehlert vom Hip-Hop-Magazin Juice schreibt unter anderem:

„Tatsächlich ist What’s Goes die erste Platte der Orsons, die man am Stück und ohne Verschnaufpausen angenehm genießen kann. […] Album Nummer vier ist eindeutig das stärkste in der gemeinsamen Diskografie von Maeckes, Kaas, Tua und Bartek.“

Der Rezensent Maximilian Lippert von dem Portal rappers.in resümiert abschließend:

„What’s Goes bietet jede Menge Innovation, Tanzbarkeit, Humor, Entspannung, Wortwitz, fette Flows und eingängige Hooks. Der rote Faden bei der Vielfalt an Styles und Themen bleibt das Soundbild. […] Der ein oder andere Hit kann allerdings nicht immer ganz auf dem sonst sehr hohen Niveau der Platte mithalten. Auf jeden Fall scheinen Die Orsons sich als Musikgruppe gefunden zu haben.“

Sven Aumiller von MZEE.com zieht ein eher gemischtes Fazit, was die Produktionen der Platte allerdings lobt:

„Schade eigentlich, merkt man der liebevoll-durchdachten Instrumentierung doch an, dass eine Menge Arbeit drinsteckt. Viele Details wie die Stimme von Tuas Tochter auf ‚Ventilator‘, von Biene Willi auf ‚Papa Willi und der Zeitgeist‘ oder von Maxim auf ‚Lass uns chillen‘ bringen genau den Effekt, auf den die Orsons wohl abgezielt haben: Mit einem Gute Laune-Album ein Lächeln auf die Lippen zu zaubern. Zumindest hinter dieses Ziel kann man mit Fug und Recht einen Haken setzen.“